# Holzkirchen
Holzkirchen é um município da Alemanha, no distrito de Miesbach, na região administrativa de Oberbayern , estado de Baviera.